# Stara Pazova
Stara Pazova  (tiếng Serbia: Стара Пазова) là một thị xã và khu tự quản của Serbia.  Thị xã Stara Pazova có diện tích km², dân số là 18.645 người (theo điều tra dân số Serbia năm 2002) còn dân số cả khu tự quản là 67.576 người. Khu tự quản nằm ở quận Srem của Vojvodina.